# Oospila flavicincta
Oospila flavicincta är en fjärilsart som beskrevs av W. Warren 1900. Oospila flavicincta ingår i släktet Oospila och familjen mätare. Inga underarter finns listade i Catalogue of Life.